# Diócesis de Yujiang
La diócesis de Yujiang o de Yükiang (en latín: Dioecesis Iuchiamensis y en chino: 天主教余江教区) es una circunscripción eclesiástica de la Iglesia católica en China. Se trata de una diócesis latina, sufragánea de la arquidiócesis de Nanchang. Desde el 22 de septiembre de 2022 es sede vacante, aunque para el Anuario Pontificio lo es desde el 12 de marzo de 1960. La Asociación Patriótica Católica China en 1981 la fusionó con las diócesis de Nanchang (la arquidiócesis rebajada), Ganzhou, Ji'an y Nancheng para erigir la diócesis de Jiangxi, sin el asentimiento de la Santa Sede, y cuyo obispo "oficial" es John Baptist Li Su-guang desde 2011.

## Territorio y organización
La diócesis extiende su jurisdicción sobre los fieles católicos de rito latino residentes en parte de la provincia de Jiangxi.
La sede de la diócesis se encuentra en la ciudad de Yujiang, en donde se halla la Catedral de San Luis, aunque la catedral de la diócesis patriótica de Jiangxi es la Catedral de la Inmaculada Concepción en la ciudad de Nanchang.

## Historia
El vicariato apostólico de Kiangsi Oriental fue erigido el 28 de agosto de 1885 con el breve Quae catholico nomini del papa León XIII, derivando el territorio del vicariato apostólico de Kiangsi Septentrional (hoy arquidiócesis de Nanchang).
El 25 de agosto de 1920 y el 1 de junio de 1921 (mediante el decreto In comitiis de la Congregación de Propaganda Fide) cambió su nombre dos veces, primero a vicariato apostólico de Fuzhou y luego a vicariato apostólico de Yujiang.
El 29 de noviembre de 1932 cedió una porción de su territorio para la erección de la prefectura apostólica de Jianchangfu (hoy diócesis de Nancheng) mediante el breve Ecclesiae universae del papa Pío XI.
El 11 de abril de 1946 el vicariato apostólico fue elevado a diócesis con la bula Quotidie Nos del papa Pío XII.
En 1949 el Partido Comunista de China capturó Yujiang, se impuso en la guerra civil y proclamó la República Popular China el 1 de octubre de 1949. El 4 de septiembre de 1951 China comunista expulsó al nuncio apostólico Antonio Riberi y la Santa Sede continuó reconociendo a la República de China en Taiwán como el legítimo gobierno chino. Todos los misioneros extranjeros fueron expulsados de China comunista en 1952, entre ellos el obispo William Charles Quinn. 
La Asociación Patriótica Católica China fue creada con el apoyo de la Oficina de Asuntos Religiosos de la República Popular de China en 1957, con el objetivo de controlar las actividades de los católicos en China. Su nombre público es Iglesia católica china y es referida como la "Iglesia oficial" en contraposición a la "Iglesia subterránea" o "Iglesia clandestina" leal a la Santa Sede.
En el período de 1966 a 1976 la Revolución Cultural se ensañó especialmente contra la religión, destruyéndose numerosas iglesias y cesaron todas las actividades religiosas en la diócesis. La diócesis reasumió sus actividades en la década de 1980.
La Asociación Patriótica Católica China en 1981 la fusionó con las diócesis de Nanchang (la arquidiócesis rebajada), Ganzhou, Ji'an y Nancheng para erigir la diócesis patriótica de Jiangxi, sin el asentimiento de la Santa Sede.
En 1990 el sacerdote Thomas Zeng Jinmu fue ordenado obispo "clandestino" de la diócesis, después de haber pasado largos períodos de detención. Tras dimitir en 2012, fue sustituido por John Peng Weizhao, nombrado por la Santa Sede, pero no aceptado por el gobierno chino, que por este motivo le encarceló.
El 22 de septiembre de 2018 se firmó en Pekín el Acuerdo provisional entre la Santa Sede y la República Popular de China sobre el nombramiento de los obispos. El 22 de octubre de 2020 el acuerdo fue prorrogado por otros dos años y en octubre de 2022 por otros dos años más.
En 2022 John Peng Weizhao dimitió de su cargo con un anuncio hecho ante su clero diocesano y aceptó el cargo de obispo auxiliar de Jiangxi, diócesis erigida unilateralmente por la Iglesia patriótica china sin la aprobación de la Santa Sede, fusionando cuatro diócesis. La Santa Sede emitió un comunicado el 26 de noviembre denunciando la violación de los acuerdos entre la Santa Sede y China y expresando sorpresa y pesar.
Debido a la situación particular de la Iglesia católica en China, la Santa Sede no nombra obispos para las diócesis chinas, que son sedes oficialmente vacantes incluso en presencia de obispos reconocidos por Roma.

## Episcopologio
- Casimir Vic, C.M. † (11 de septiembre de 1885-2 de junio de 1912 falleció)
- Jean-Louis Clerc-Renaud, C.M. † (19 de agosto de 1912-5 de enero de 1928 renunció)
- Edward Thomas Sheehan, C.M. † (4 de febrero de 1929-9 de septiembre de 1933 falleció)
- Paul Bergan Misner, C.M. † (10 de diciembre de 1934-3 de noviembre de 1938 falleció)
- William Charles Quinn, C.M. † (28 de mayo de 1940-12 de marzo de 1960 falleció)
  - Sede vacante
  - Huang Shu † (9 de octubre de 1958 consagrado-1970? falleció)
  - Thomas Zeng Jing-mu † (1988 consagrado-2012 renunció)
  - John Peng Weizhao (abril de 2014-22 de septiembre de 2022 renunció)